# András Temesi
András Temesi (ur. 14 listopada 1950) – węgierski lekkoatleta specjalizujący się w rzucie oszczepem.

## Sukcesy sportowe
- dwukrotny mistrz Węgier w rzucie oszczepem – 1984, 1985[1]
- zdobywca 8. miejsca podczas zawodów "Przyjaźń-84" – Moskwa 1984

## Rekordy życiowe
- rzut oszczepem – 	85,36 – Bańska Bystrzyca 23/06/1979